# Icemen de Jacksonville
Les IceMen de Jacksonville sont une franchise de hockey sur glace en l'ECHL basée à Jacksonville dans l'État de la Floride aux États-Unis.

## Historique
En janvier 2017, le propriétaire de l'équipe, Ron Geary, vend une partie de la franchise des IceMen d'Evansville à un groupe d'hommes d'affaires de Jacksonville (Floride). Geary demeure néanmoins le premier actionnaire de l'équipe. Le 8 février 2017, la ligue approuve le déménagement de la franchise d'Evansville pour Jacksonville.

## Statistiques
| No | Saison    | PJ | V  | D  | N | DP | DTB | BP  | BC  | Pts | Classement             | Séries éliminatoires             | Entraîneur                    |
| -- | --------- | -- | -- | -- | - | -- | --- | --- | --- | --- | ---------------------- | -------------------------------- | ----------------------------- |
| 1  | 2017-2018 | 72 | 26 | 39 | 0 | 4  | 3   | 203 | 246 | 59  | 5e place, division Sud | Non qualifiés                    | Jason Christie                |
| 2  | 2018-2019 | 72 | 36 | 32 | 0 | 2  | 2   | 198 | 217 | 76  | 4e place, division Sud | 2-4 Everblades                   | Jason Christie                |
| 3  | 2019-2020 | 60 | 24 | 29 | 0 | 6  | 1   | 173 | 206 | 55  | 6e place, division Sud | Séries éliminatoires annulées    | Jason Christie                |
| 4  | 2020-2021 | 71 | 34 | 30 | 0 | 3  | 4   | 205 | 212 | 75  | 6e place, division Est | Non qualifiés                    | Jason Christie                |
| 5  | 2021-2022 | 72 | 40 | 27 | 0 | 3  | 2   | 206 | 185 | 85  | 3e place, division Sud | 4-0 Gladiators 0-4 Everblades    | Nick Luukko                   |
| 6  | 2022-2023 | 72 | 44 | 23 | 0 | 3  | 2   | 231 | 207 | 93  | 2e place, division Sud | 4-2 Swamp Rabbits 2-4 Everblades | Nick Luukko                   |
| 6  | 2023-2024 | 72 | 42 | 23 | 0 | 6  | 1   | 238 | 195 | 91  | 2e place, division Sud | 3-4 Everblades                   | Nick Luukko                   |
| 7  | 2024-2025 | 72 | 42 | 22 | 0 | 7  | 1   | 232 | 190 | 92  | 3e place, division Sud | 3-4 Everblades                   | Brandon Mashinter Sean Teakle |

## Joueurs

### Capitaines
- 2017 à 2019 : Garet Hunt[3]
- 2019 à 2020 : Aucun capitaine[3]
- 2020 à 2021 : Wacey Rabbit[3]
- depuis 2021 : Christopher Brown[3]

### Meilleurs pointeurs
Cette section présente les statistiques des cinq meilleurs pointeurs de l’histoire des Icemen. Les points comptabilisés ne concernent que ceux inscrits sous le maillot de Jacksonville.
| Joueur            | PJ  | B  | A   | Pts |
| ----------------- | --- | -- | --- | --- |
| Christopher Brown | 286 | 88 | 128 | 216 |
| Brendan Harris    | 205 | 61 | 127 | 188 |
| Craig Martin      | 223 | 67 | 97  | 164 |
| Derek Lodermeier  | 295 | 70 | 74  | 144 |
| Ara Nazarian      | 181 | 59 | 73  | 132 |

## Dirigeants

### Entraîneurs-chef
| No | Nom               | Engagement      | Départ          | Saison régulière | Saison régulière | Saison régulière | Saison régulière | Saison régulière | Séries éliminatoires | Séries éliminatoires | Séries éliminatoires | Séries éliminatoires | Remarques |
| No | Nom               | Engagement      | Départ          | PJ               | V                | D                | DP               | % V              | PJ                   | V                    | D                    | % V                  | Remarques |
| -- | ----------------- | --------------- | --------------- | ---------------- | ---------------- | ---------------- | ---------------- | ---------------- | -------------------- | -------------------- | -------------------- | -------------------- | --------- |
| 1  | Jason Christie    | 6 juin 2017     | 27 juillet 2021 | 275              | 120              | 130              | 25               | 43,6             | 6                    | 2                    | 4                    | 33,3                 |           |
| 2  | Nick Lukko        | 10 août 2021    | 20 juillet 2024 | 216              | 126              | 73               | 17               | 58,3             | 27                   | 13                   | 14                   | 48,1                 |           |
| 3  | Brandon Mashinter | 22 juillet 2024 | 14 février 2025 | 48               | 29               | 16               | 3                | 60,4             | -                    | -                    | -                    | -                    |           |
| 4  | Sean Teakle       | 14 février 2025 |                 | 24               | 13               | 6                | 5                | 54,1             | 7                    | 3                    | 4                    | 42,9                 |           |